# Џим Пиблс
Филип Џејмс Едвин Пиблс (енгл. Phillip James Edwin Peebles, рођен 25. априла 1935) амерички је и канадски астрофизичар, астроном и теоријски космолог, професор емеритус на Универзитету Принстон. Сматра се једним од водећих свјетских космолога у периоду од 1970. године, са великим теоријским доприносима на пољима примордијалне нуклеосинтезе, тамне материје, космичког позадинског зрачења и стварању структуре.
Пиблс је 2019. године добио Нобелову награду за физику „за теоријска открића у физичкој космологији”, заједно са Мишелом Мајором и Дидјеом Келом, који су награду добили „за откриће егзопланете у орбити звезде соларног типа”.